# Bürgerliche Partei
Bürgerliche Partei ist eine umstrittene Bezeichnung in der Politik, die manche Parteien zur Selbstbeschreibung nutzen und die auch in den Medien Verwendung findet. Das „bürgerliche Lager“ wird gemäß der Lagertheorie in der Regel dem „linken Lager“, welches teilweise als „links-grünes Lager“ bezeichnet wird, gegenübergestellt. Dem sogenannten bürgerlichen Lager werden in Deutschland in den Medien traditionell CDU, CSU und FDP zugerechnet, in der Schweiz Die Mitte, FDP und SVP, in Österreich ÖVP und NEOS. Häufig wird der Begriff mit Konservatismus gleichgesetzt oder zumindest in die Nähe gerückt.

## Das „bürgerliche Lager“
In der Bundesrepublik Deutschland führte Mitte der 1980er Jahre Heiner Geißler, der damalige Generalsekretär der CDU, die Lagertheorie in die deutsche Öffentlichkeit ein. Geißler bezeichnete innerhalb des neu entstandenen Vier-Parteien-System die Mitte-rechts-Parteien CDU, CSU und FDP als bürgerliches Lager, SPD und Grüne als linkes Lager. Die Bezeichnung „rechtes Lager“ war angesichts der deutschen Vergangenheit vorbelastet. Der Begriff „bürgerlich“ diente und dient noch heute als Abgrenzung zum Rechtsextremismus.
Die 2013 gegründete AfD bezeichnet sich selbst ebenfalls als „bürgerlich“, was vielfach auf Kritik stößt. Ebenso wie die Äußerungen des CDU-Abgeordneten Michael Heym, der nach der Landtagswahl in Thüringen 2019 davon sprach, dass es eine „bürgerliche Mehrheit rechts“ aus CDU, AfD und FDP gebe und für eine aus diesen Parteien bestehende „bürgerliche Koalition“ plädierte.
In den deutschsprachigen Medien werden auch insbesondere konservative und rechtsliberale sowie liberal-konservative Parteien im Ausland des Öfteren als bürgerliche Parteien bezeichnet.

## Kritik am Begriff
Der Begriff der bürgerlichen Partei bzw. des bürgerlichen Lagers wird im politischen Diskurs oft als Kampfbegriff und in Abgrenzung zur politischen Linken gebraucht. Mit dem Ende des Ost-West-Konfliktes hat die Bedeutung als Kampfbegriff jedoch stark nachgelassen. Seine Verwendung war und ist aber immer noch umstritten, da in einer Demokratie alle Mitglieder der Gesellschaft Bürger sind, unabhängig von ihrer politischen Einstellung oder sozialen Herkunft. Hier mangelt es im Deutschen an einer Differenzierung, wie es sie in der französischen Sprache gibt, wo zwischen eben diesem Staatsbürger (citoyen), der an der politischen Gestaltung des Gemeinwesens beteiligt ist, und dem Besitzbürger (bourgeois) unterschieden wird.
Im Deutschen bleibt der Begriff daher „seltsam schwammig“ oder auch „extrem dehnbar“. Eine allgemeingültige Definition gibt es nicht. Vielmehr wird das Attribut so genutzt, wie es gerade gebraucht wird. So beanspruchen mittlerweile auch mehrere Parteien für sich „bürgerlich“ zu sein. Welche Merkmale dieser Begriff impliziert, bleibt laut Kritikern weitgehend unklar, sodass die Bezeichnung letztendlich eine wertlose und nichtssagende „Leerformel“ sei.

## „Bürgerliche“ Parteien in der sowjetischen Besatzungszone und DDR
„Bürgerlich“ wurden im Jargon der SED verschiedene andere politische Parteien in der Sowjetischen Besatzungszone und späteren DDR genannt, die 1950 als Blockparteien in der Nationalen Front zusammengeschlossen wurden. Das Attribut steht im marxistischen Sprachgebrauch abwertend für alle Merkmale der Bourgeoisie, der vorgeworfen wird, die bestehende Klassengesellschaft (Kapitalismus) erhalten und die Emanzipation der Arbeiterklasse verhindern zu wollen.